# Зигмунд Козар

Пам'ятник Зигмунду Козару біля костелу

Зигмунд Козар (пол. Zygmunt Kozar; повне ім'я — Зигмунт/д Ян Козар / пол. Zygmunt Jan Kozar; *8 лютого 1937, м. Майдан-Скербешовський, Люблінське воєводство, Польща — 2 жовтня 2003, м. Катовиці, Польща) — польський і український католицький священик, громадський діяч і меценат, чиїм сподвижництвом відновлену католицьку громаду Фастова (Київщина) та її святиню — костел Воздвиження Святого Хреста; почесний громадянин міста Фастова.

## З життєпису і служіння
Зигмунд Ян Козар народився в Майдані-Скербешевському поблизу Замостя в Польщі 8 лютого 1937 року в родині Броніслава і Броніслави Козарів.
Висвячений на священника 2 червня 1964 року. 3 роки виконував обов'язки лікаря-капелана і навчав дітей основ віри у початковій школі Пруднинського домініканського монастиря, де одночасно був заступником настоятеля. Кілька років жив у Вроцлаві, потім повернувся до Прудника.
Під час пастирських візитів отець Зигмунд познайомився з переселенцями із так званих польських східних територій (сучасні західні окреси України та Білорусі). Це надало йому можливість у 1970-х роках отримати запрошення до БРСР. Отець Зигмунд декілька разів відвідував «католицькі» республіки колишнього СРСР — Білорусь та Литву, провадив там потай пастирську діяльність, зокрема в Сковородах, Жирунах, поблизу Ліди, у Вільнюсі.
Згодом отець Зигмунд розширив географію своїх візитів і пастирської діяльності — проповідував у Ленінграді, Москві, Ростові-на-Дону, а також на заході УРСР — у Львові, Дрогобичі, Летичеві, привозячи з Польщі релігійну літературу. У цьому йому допомагали сестри-домініканки — місіонерки Ісуса і Марії, одна з яких — с. Казиміра Морка стала потому першою настоятелькою жіночого Домініканського монастиря у Фастові.
У липні 1990 року о. Зигмунд переїхав з Летичева до Фастова Київської області. Спочатку як делегат на освячення Храму та прилеглої території, а вже 8 вересня того ж року прибув до міста, щоб тут розпочати свою роботу. Відтак, наступного дня — 9 вересня 1990 року в зруйнованому ще костелі о. Зигмунд відправляв першу службу Божу.
Священик оселився неподалік від храму — у пані Юзефи Францівни Третяк, де вже жили два священики храму. Отець Зигмунд разом з місцевими парафіянами вичистив сміття в підвалах храму і влаштував там капличку. Проте костел і надалі перебував у занедбаному стані, в першу чергу через зруйнування черепичного даху. Саме о. Зигмунд сміливо взяв на свої плечі титанічну працю з відновлення й повної реставрації храму.
Отцю Зигмунду Козару вдалося не лише відреставрувати пам'ятку сакрального мистецтва й відновити католицький храм, а й налагодити духовне й культурне життя, благодійництво у місті. Якщо на початку діяльності отця до храму приходило лише 10 жінок похилого віку, то вже через 6 років у звичайну неділю на Службі Божій було близько 250 вірників.
Священик не дожив до повного відновлення костелу (2004) — його не стало 2 жовтня 2003 року в місті Катовиці (Польща), де він лікувався. Згідно з останньою волею померлого, його поховали на міському кладовищі Фастова.
Вшановуючи світлу пам'ять про ксьондза-сподвижника Фастівська міська рада присвоїла Зиґмундові Козару звання «Почесного громадянина міста». Іменем Зигмунда Козара названа фастівська площа перед костелом та перейменова вулиця (колишня 1-го Травня).